# Guinness

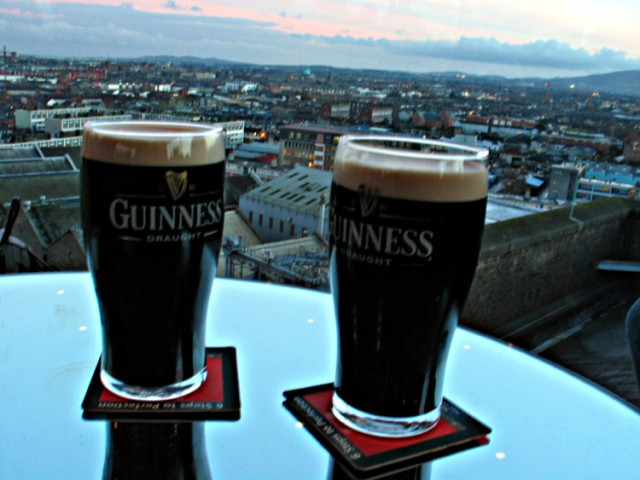
Dos pintas de Guinness en el bar del museo Guinness "The Gravity Bar"; al fondo la vista de Dublín.

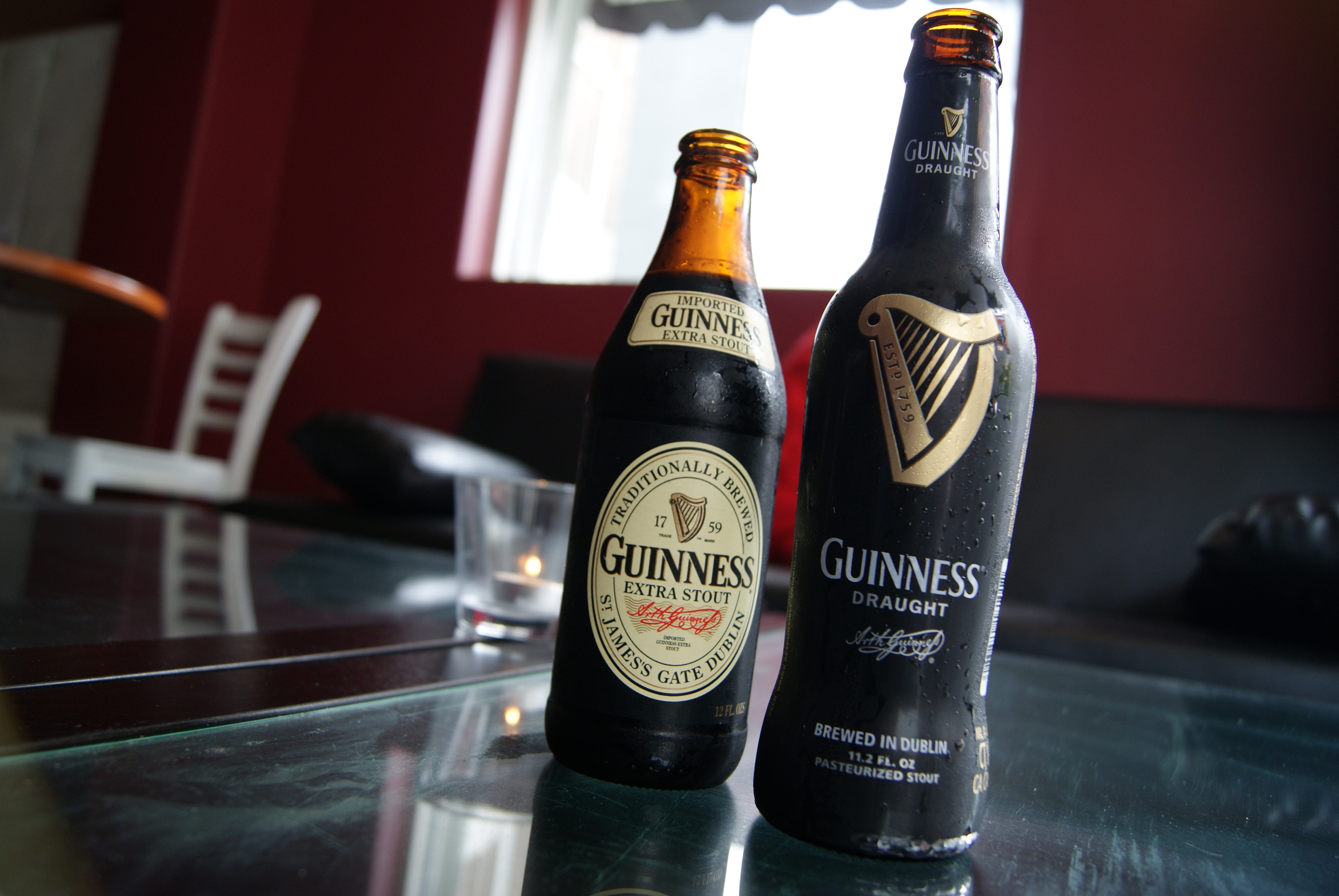
Guinness Extra Stout y Guinness Draught.

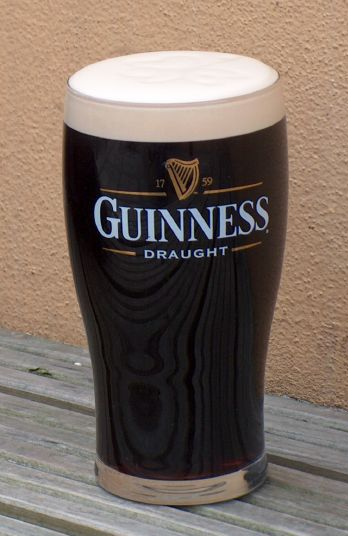
Una pinta de Guinness.

Guinness (pronunciación en AFI : /ˡgɪ.nəs/) es una cerveza negra seca del estilo stout elaborada por primera vez por el cervecero Arthur Guinness en la empresa cervecera denominada St. James's Gate Brewery ubicada en la ciudad de Dublín, Irlanda. Guinness se elabora desde el año 1759. La cerveza se basa en el estilo porter, originado en Londres a principios de 1700. Se trata de una de las marcas de cerveza más conocidas y se exporta a la mayor parte de los países. Ha llegado a batir a muchos imitadores. La característica distintiva en el sabor es la cebada tostada que se mantiene sin fermentar. Durante muchos años una parte de la cerveza se envejecía para dar un sabor láctico, pero Guinness ha renunciado confirmar si esto sigue ocurriendo. La gruesa y cremosa espuma es resultado de una mezcla de nitrógeno añadida en el envasado. Lo que está comprobado es que no lleva café, pese a la creencia popular.
La cerveza Guinness es un caso especial, donde una marca de bebida alcohólica hecha por una empresa privada ha llegado a identificar el alma de una nación. Guinness en Irlanda es toda una institución por derecho propio, llegando incluso a simbolizar al pueblo irlandés. En la actualidad y desde el año 1997 Guinness pertenece a la multinacional de bebidas espirituosas Diageo con sede en Londres, resultante de la fusión de Guinness UDV y Grand Metropolitan plc.

## Composición
La cerveza de malta de Guinness (Guinness stout) se compone de: agua, malta, lúpulo y levadura de cervecero. Se menciona que en su elaboración se emplea el agua procedente de las Wicklow Mountains. La cebada malteada se tuesta ligeramente para otorgarle a la cerveza Guinness su distintivo color rubí oscuro y su sabor característico. Es pasteurizada y filtrada.
La cerveza comercializada en barriles (Draught beer) contiene ciertas cantidades de nitrógeno (N2) así como dióxido de carbono. El nitrógeno es mucho menos soluble que el dióxido de carbono (CO2), lo que permite a la cerveza almacenarse en estos recipientes sin que se convierta en una bebida carbonatada. La alta presión del gas disuelto, permite que se formen pequeñas burbujas y al servirse se genere su espuma característica. La cremosidad de la Guinness de barril es debido en parte a su pequeña cantidad de dióxido de carbono y de esta forma se generan pequeñas burbujas debido al uso de gas de nitrógeno a alta presión. La versión de la cerveza denominada Original Extra Stout sabe bastante diferente y contiene sólo dióxido de carbono, causándole un sabor más ácido.
A pesar de su reputación de «comida en un vaso» o «pan líquido», Guinness sólo contiene 198 calorías por pinta imperial (1460kJ/L), menos que la misma cantidad que un vaso equivalente de leche desnatada o de un zumo de naranja.

## Historia

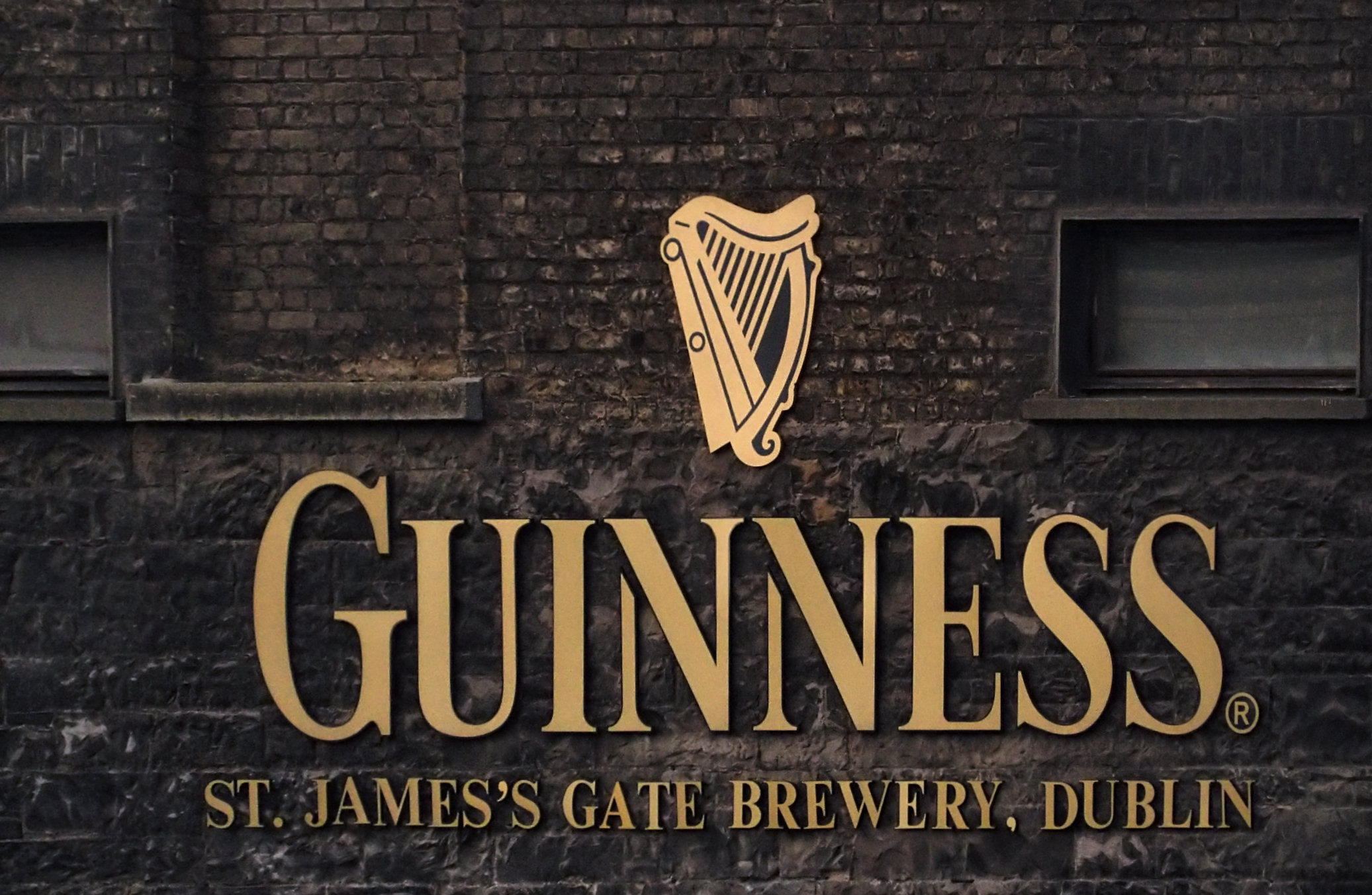
The St. James's Gate Brewery.

El fundador de la cerveza fue Arthur Guinness que comenzó en la elaboración de las ales inicialmente en Leixlip, en la empresa denominada St. James's Gate Brewery, Dublín, Irlanda el 31 de diciembre de 1759. Firmó un contrato de arrendamiento de una cervecería abandonada por 9.000 años a £45 por año. En el museo de la Fábrica Guinness de Dublín, se puede ver el contrato de alquiler. Diez años después en 1769 Guinness exportó su producto por primera vez, cuando envió seis barriles de cerveza a Inglaterra.
Se ha llegado a creer que esta cerveza fue la primera en originar el tipo stout. No obstante la primera referencia documental al stout en relación con una cerveza Guinness fue en una carta en el manuscrito Egerton fechado en 1677, casi cerca de 50 años antes que Arthur Guinness naciera. El primer uso de la palabra stout en el contexto de la cerveza Guinness fue su stout-Porter de 1820. Guinness elaboró su primera cerveza porter en 1778.
La cervecería Guinness brewery en Park Royal, Londres se cerró en 2005. La producción de Guinness se vendía en el Reino Unido como St. James's Gate Brewery Dublín. La gente en el Reino Unido sabía que la cerveza elaborada en Irlanda tenía un sabor más agradable que la elaborada en Londres. Las cervecerías de Guinness fueron pioneras en el establecimiento y mejora continua de controles de calidad. Para ello se llegó a contratar a William Sealy Gosset, que publicó sus investigaciones bajo el nombre de "Student", siendo uno de los más famosos y universalmente conocidos trabajos es la Distribución t de Student que es conocida como el test t de Student. Por presiones del colectivo vegano, desde 2015 se ha suprimido el uso de la vejiga de pescado en su proceso de fabricación.

## Servir

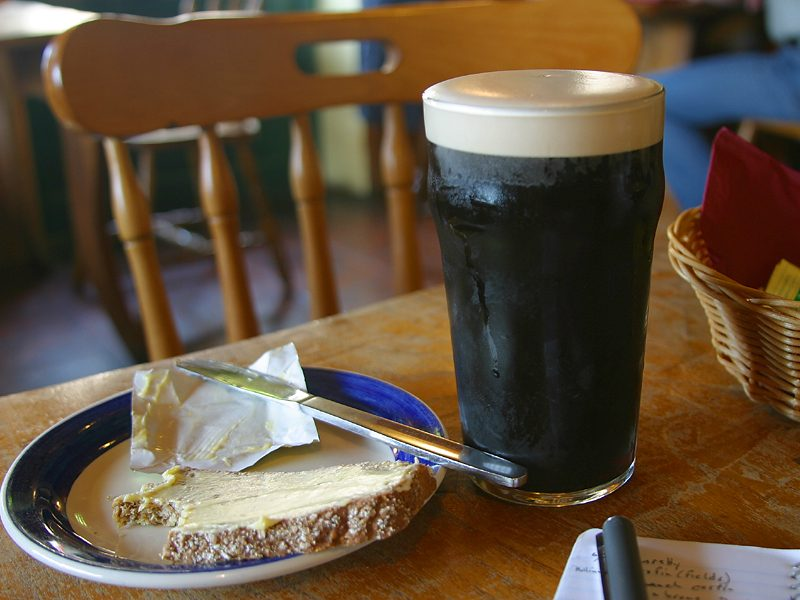
Una Guinness «perfectamente tirada» junto con alguna rebanada de pan.

La Guinness se sirve algo fría, con una breve estancia en un refrigerador para que tome la temperatura adecuada. Debido a la naturaleza espumante del nitrógeno debe dejarse reposar tras su vertido un rato (oscila entre 1 min y los 90 seg) antes de que este gas se desvanezca del todo. Esta pausa ha hecho que los anuncios comerciales de la Guinness mencionen como eslogan la virtud de good things come to those who wait (‘cosas buenas les llegan a aquellos que aguardan’) y de la misma forma it takes 119.5 seconds to pour the perfect pint (‘se necesitan 119,5 seg para verter una perfecta pinta’). Algunos camareros y dueños de locales han diseñado una especie de marcador que deja en la espuma un simple diseño de un shamrock (trébol) como indicativo de que se ha realizado la pausa adecuada.
La cerveza Guiness de barril se debe servir a 6 °C, mientras que la Guiness extra fría se debe servir a 3,5 °C, según indicaciones de la propia cervecera irlandesa.

## Variedades

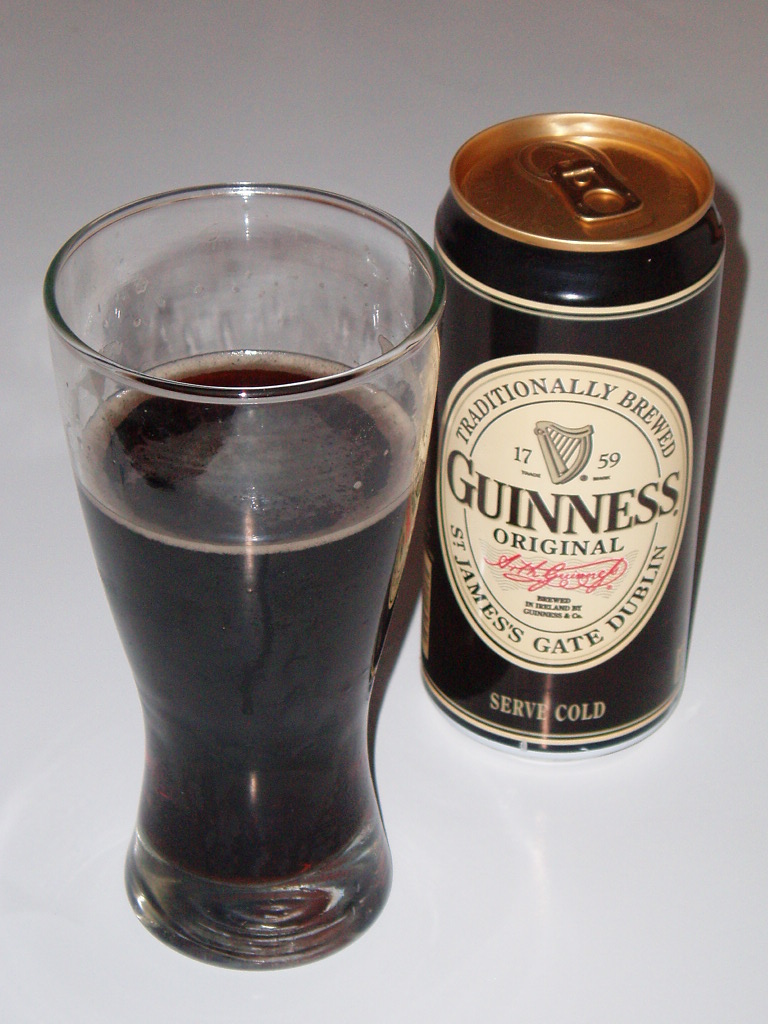
Guinness Original/Extra Stout.

La cerveza Guinness stout está disponible en un número de variantes y aromas diferentes, los cuales incluyen:
- Guinness de barril (Draught beer) comercializada en barriles (kegs) 4,1 a 4,3% alcohol por volumen (abv);
- Extra Cold Draught, comercializada en barriles y puestas en un enfriador de 4,1 a 4,3% abv;
- Guinness Draught Embotellada, que incluye un «rocket widget» patentado para estimular la nitrogenación la variedad de cerveza de barril —4,1 a 4,3% abv;
- Algunas variedades de Guinness incluyen Guinness's Brite Lager, Guinness's Brite Ale, Guinness Light, Guinness XXX Extra Strong Stout, Guinness Cream Stout, Guinness Gold, Guinness Pilsner and Guinness Special Light.
- Un subproducto de la elaboración de la cerveza Guinness, Guinness Yeast Extract (GYE), que fue producido hasta los años 1950.

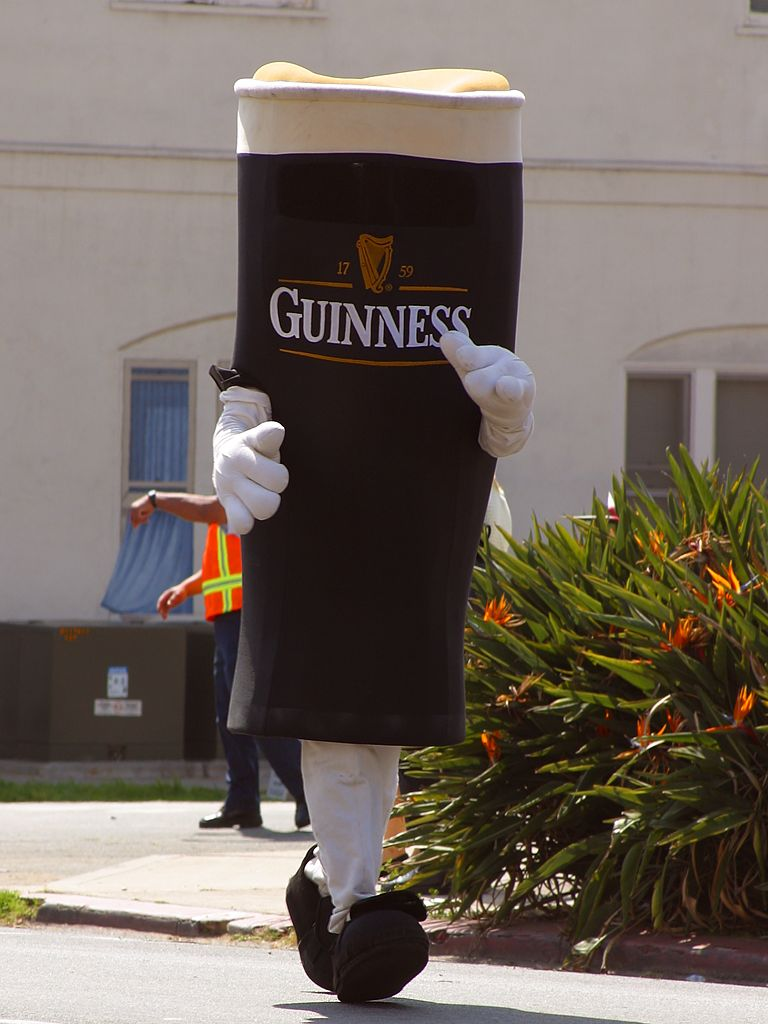
Disfraz de Guinness.